# Maurice Wilkins
Maurice Hugh Frederick Wilkins (15 tháng 12 năm 1916 – 5 tháng 10 năm 2004) là nhà vật lý, nhà sinh học phân tử người New Zealand, và đã đoạt giải Nobel Y học năm 1962 cùng với Watson và Crick. Ông là người đã có nhiều nghiên cứu đóng góp cho khoa học về lân, tách đồng vị, kính hiển vi quang học và X-ray nhiễu xạ, cùng với việc phát triển radar. Ông được biết đến nhiều nhất về sự nghiệp nghiên cứu của mình tại Đại học King, London về cấu trúc của DNA.
Việc nghiên cứu của ông trên DNA chia làm hai giai đoạn. Giai đoạn đầu tiên là ở 1948-50, khi lần đầu nghiên cứu tạo ra hình ảnh X-quang đầu tiên của DNA, ông đã trình bày nó ở một hội nghị tại Naples trong năm 1951 có tham dự của James Watson. Trong giai đoạn thứ hai, 1951-52, Wilkins tạo ra  hình ảnh "Hình dạng B" "X" từ tinh dịch của mực ống, và ông đã gửi nó đến James Watson và Francis Crick, Watson đã viết sau khi xem nó: "Wilkins... đã có những hình ảnh X-quang cực kì tuyệt vời" [của DNA].
Năm 1953, đồng nghiệp của ông là nữ khoa học gia Rosalind Franklin đã tăng độ phân giải bức ảnh của Wilkins vào năm 1952. Bức ảnh đấy, cùng với những phát kiến của Linus Pauling đã góp phần tạo ra một cấu trúc gần hoàn chỉnh của DNA. Sau này,  James Watson và Francis Crick đã dựa vào đó để mô tả một cách hoàn chỉnh cấu trúc xoắn kép của DNA năm 1953.
Wilkins đã tiếp tục kiểm tra và thay đổi đáng kể mẫu DNA của Watson-Crick để nghiên cứu các cấu trúc RNA. Năm 1962, Wilkins, Crick, và Watson đã được trao Giải Nobel Y học, "cho những khám phá của họ về cấu trúc phân tử của axit nucleic và ý nghĩa của nó trong di truyền học."
Scandal
Năm 1951, Rosalind trở về Anh quốc, làm nghiên cứu về cấu trúc DNA tại King's college, London. Tại đây, cô gặp một đồng nghiệp là Maurice Wilkins, một nhà lí sinh học cũng nghiên cứu về DNA như cô, nhưng hai người thường bất đồng với nhau. Trong quá trình nghiên cứu, cô đã chụp được các bức hình của phân tử DNA bằng tia X. Cô trình bày kết quả này của mình vào tháng 10 năm 1951 tại một cuộc hội thảo ở King's college, lúc đó J. Watson và F. Crick - những người cũng đang kiếm tìm cấu trúc DNA cũng có mặt.
Tháng 2 năm 1953, Maurice Wilkins đã lén đưa cho J. Watson và F. Crick xem những bức ảnh về DNA được chụp bằng tia X của cô. Nhờ đó, Watson và Crick đã xây dựng được cấu trúc của phân tử DNA chỉ sau một tháng sau đó. Lúc đó, Rosalind cũng sắp giải đáp cấu trúc của phân tử này. Tháng 4 năm đó, hai ông đã làm chấn động giới khoa học bởi khám phá của mình. Sau khi Watson và Crick công bố mô hình về cấu trúc DNA, cô cảm thấy chán ghét môi trường làm việc ở đây và đã rời đến làm việc tại Birkbeck College. Tại đây, cô cũng dùng tia X để nghiên cứu về virus.

Năm 1956, cô bị ung thư buồng trứng và cô đã mãi mãi ra đi vào năm 1958, lúc này cô mới 37 tuổi. Không lâu sau khi cô mất, năm 1962, Watson, Crick, cùng với Wilkins đã được nhận giải Nobel Y học - giải thưởng danh giá nhất cho những đóng góp to lớn cho khoa học thế giới, về khám phá ra cấu trúc DNA. Chua chát thay, trong bài diễn văn lãnh giải, họ đã không một lời tôn vinh cô, và cảm ơn cô - người lẽ ra phải được nhận giải thay cho Wilkins, nếu cô còn sống đến năm 1962 !

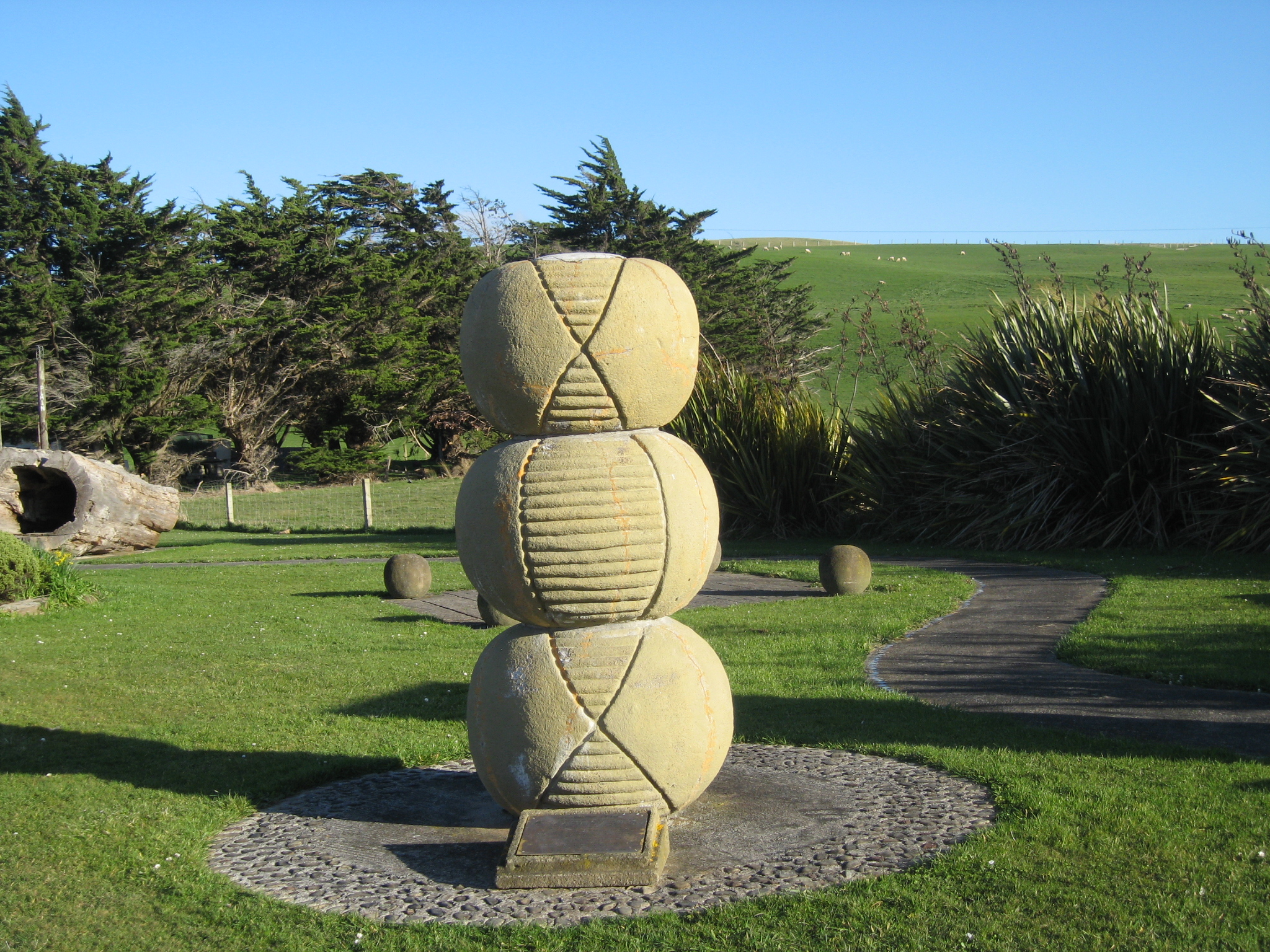
Đài tưởng niệm của Maurice Wilkins tại Main Street, Pongaroa, New Zealand